# A Szovjetunió az 1988. évi téli olimpiai játékokon
A Szovjetunió a kanadai Calgaryban megrendezett 1988. évi téli olimpiai játékok egyik részt vevő nemzete volt. Az országot az olimpián 10 sportágban 101 sportoló képviselte, akik összesen 29 érmet szereztek.

## Érmesek
| Érem  | Versenyző | Sportág          | Versenyszám                  |
| ----- | --- | ---------------- | ---------------------------- |
| Arany | Dmitrij Vasziljev Szergej Csepikov Aljakszandr Papov Valerij Medvedcev | Biatlon          | Férfi 4 × 7,5 km váltó       |
| Arany | Jānis Ķipurs Vlagyimir Kozlov | Bob              | Férfi kettes                 |
| Arany | Nyikolaj Guljajev | Gyorskorcsolya   | Férfi 1000 m                 |
| Arany | Nemzeti válogatott Jevgenyij Belosejkin Vjacseszlav Bikov Ilja Bjakin Alekszandr Csernih Vjacseszlav Fetyiszov Alekszej Guszarov Andrej Homutov Szergej Jasin Valerij Kamenszkij Alekszej Kaszatonov Alekszandr Kozsevnyikov Igor Kravcsuk Vlagyimir Krutov Igor Larionov Andrej Lomakin Szergej Makarov Szergej Milnyikov Alekszandr Mogilnij Vitalijs Samoilovs Anatolij Szemjonov Szergej Sztarikov Igor Sztyelnov Szergej Szvetlov | Jégkorong        | Férfi                        |
| Arany | Jekatyerina Gorgyejeva Szergej Grinykov | Műkorcsolya      | Páros                        |
| Arany | Natalja Besztyemjanova Andrej Bukin | Műkorcsolya      | Jégtánc                      |
| Arany | Mihail Gyevjatyjarov | Sífutás          | Férfi 15 km                  |
| Arany | Alekszej Prokurorov | Sífutás          | Férfi 30 km                  |
| Arany | Vida Vencienė | Sífutás          | Női 10 km                    |
| Arany | Tamara Tyihonova | Sífutás          | Női 20 km                    |
| Arany | Szvetlana Nagejkina Nyina Gavriljuk Tamara Tyihonova Anfisza Rezcova | Sífutás          | Női 4 × 5 km váltó           |
| Ezüst | Valerij Medvedcev | Biatlon          | Férfi 10 km sprint           |
| Ezüst | Valerij Medvedcev | Biatlon          | Férfi 20 km egyéni indításos |
| Ezüst | Jelena Valova Oleg Vasziljev | Műkorcsolya      | Páros                        |
| Ezüst | Marina Klimova Szergej Ponomarenko | Műkorcsolya      | Jégtánc                      |
| Ezüst | Vlagyimir Szmirnov | Sífutás          | Férfi 30 km                  |
| Ezüst | Vlagyimir Szmirnov Vlagyimir Szahnov Mihail Gyevjatyjarov Alekszej Prokurorov | Sífutás          | Férfi 4 × 10 km váltó        |
| Ezüst | Tamara Tyihonova | Sífutás          | Női 5 km                     |
| Ezüst | Raisza Szmetanyina | Sífutás          | Női 10 km                    |
| Ezüst | Anfisza Rezcova | Sífutás          | Női 20 km                    |
| Bronz | Szergej Csepikov | Biatlon          | Férfi 10 km sprint           |
| Bronz | Jānis Ķipurs Guntis Osis Juris Tone Vlagyimir Kozlov | Bob              | Férfi négyes                 |
| Bronz | Allar Levandi | Északi összetett | Egyéni                       |
| Bronz | Ihar Zsaljazovszki | Gyorskorcsolya   | Férfi 1000 m                 |
| Bronz | Viktor Petrenko | Műkorcsolya      | Férfi egyéni                 |
| Bronz | Vlagyimir Szmirnov | Sífutás          | Férfi 15 km                  |
| Bronz | Vida Vencienė | Sífutás          | Női 5 km                     |
| Bronz | Raisza Szmetanyina | Sífutás          | Női 20 km                    |
| Bronz | Jurij Harcsenko | Szánkó           | Férfi egyes                  |

## Alpesisí
Férfi
| Versenyző                | Versenyszám            | 1. futam      | 1. futam      | 2. futam      | 2. futam      | Összesítés    | Összesítés    |
| Versenyző                | Versenyszám            | Idő           | Hely.         | Idő           | Hely.         | Idő           | Helyezés      |
| ------------------------ | ---------------------- | ------------- | ------------- | ------------- | ------------- | ------------- | ------------- |
| Szergej Petrik           | Műlesiklás             | 55,39         | 27.*          | nem ért célba | nem ért célba | kiesett       | kiesett       |
| Szergej Petrik           | Óriás-műlesiklás       | 1:09,78       | 38.           | 1:05,38       | 28.           | 2:15,16       | 30.           |
| Szergej Petrik           | Szuperóriás-műlesiklás |               |               |               |               | nem ért célba | nem ért célba |
| Konsztantyin Csisztyakov | Műlesiklás             | nem ért célba | nem ért célba | kiesett       | kiesett       | kiesett       | kiesett       |
| Konsztantyin Csisztyakov | Óriás-műlesiklás       | 1:10,09       | 40.           | 1:06,58       | 35.           | 2:16,67       | 35.           |
| Konsztantyin Csisztyakov | Szuperóriás-műlesiklás |               |               |               |               | nem ért célba | nem ért célba |

| Versenyző                | Versenyszám | Lesiklás | Lesiklás | Lesiklás | Műlesiklás    | Műlesiklás    | Műlesiklás | Műlesiklás | Műlesiklás | Műlesiklás | Műlesiklás | Összesítés | Összesítés |
| Versenyző                | Versenyszám | Lesiklás | Lesiklás | Lesiklás | 1. futam      | 1. futam      | 2. futam   | 2. futam   | Össz.      | Össz.      | Össz.      | Összesítés | Összesítés |
| Versenyző                | Versenyszám | Idő      | Pont     | Hely.    | Idő           | Hely.         | Idő        | Hely.      | Idő        | Pont       | Hely.      | Pont       | Helyezés   |
| ------------------------ | ----------- | -------- | -------- | -------- | ------------- | ------------- | ---------- | ---------- | ---------- | ---------- | ---------- | ---------- | ---------- |
| Konsztantyin Csisztyakov | Összetett   | 1:55,99  | 100,34   | 38.      | nem ért célba | nem ért célba | kiesett    | kiesett    | kiesett    | kiesett    | kiesett    | kiesett    | kiesett    |
| Szergej Petrik           | Összetett   | 1:55,82  | 98,46    | 36.      | kizárták      | kizárták      | kiesett    | kiesett    | kiesett    | kiesett    | kiesett    | kiesett    | kiesett    |

Női
| Versenyző           | Versenyszám | Eredmény | Eredmény |
| Versenyző           | Versenyszám | Idő      | Helyezés |
| ------------------- | ----------- | -------- | -------- |
| Golnur Posztnyikova | Lesiklás    | 1:28,23  | 16.      |

| Versenyző           | Versenyszám | Lesiklás      | Lesiklás      | Lesiklás      | Műlesiklás | Műlesiklás | Műlesiklás | Műlesiklás | Műlesiklás | Műlesiklás | Műlesiklás | Összesítés | Összesítés |
| Versenyző           | Versenyszám | Lesiklás      | Lesiklás      | Lesiklás      | 1. futam   | 1. futam   | 2. futam   | 2. futam   | Össz.      | Össz.      | Össz.      | Összesítés | Összesítés |
| Versenyző           | Versenyszám | Idő           | Pont          | Hely.         | Idő        | Hely.      | Idő        | Hely.      | Idő        | Pont       | Hely.      | Pont       | Helyezés   |
| ------------------- | ----------- | ------------- | ------------- | ------------- | ---------- | ---------- | ---------- | ---------- | ---------- | ---------- | ---------- | ---------- | ---------- |
| Golnur Posztnyikova | Összetett   | nem ért célba | nem ért célba | nem ért célba | kiesett    | kiesett    | kiesett    | kiesett    | kiesett    | kiesett    | kiesett    | kiesett    | kiesett    |

## Biatlon
| Versenyző                                                              | Versenyszám      | Lövőhiba | Időeredmény | Helyezés |
| ---------------------------------------------------------------------- | ---------------- | -------- | ----------- | -------- |
| Szergej Csepikov                                                       | 10 km sprint     | 0        | 25:29,4     |          |
| Szergej Csepikov                                                       | 20 km egyéni     | 1        | 57:17,5     | 4.       |
| Jurij Kaskarov                                                         | 10 km sprint     | 3        | 26:49,1     | 18.      |
| Jurij Kaskarov                                                         | 20 km egyéni     | 2        | 57:43,1     | 5.       |
| Valerij Medvedcev                                                      | 10 km sprint     | 0        | 25:23,7     |          |
| Valerij Medvedcev                                                      | 20 km egyéni     | 2        | 56:54,6     |          |
| Aljakszandr Papov                                                      | 20 km egyéni     | 3        | 59:24,0     | 12.      |
| Dmitrij Vasziljev                                                      | 10 km sprint     | 1        | 26:09,7     | 9.       |
| Dmitrij Vasziljev Szergej Csepikov Aljakszandr Papov Valerij Medvedcev | 4 × 7,5 km váltó | 0        | 1:22:30,0   |          |

## Bob
| Versenyző                                                | Versenyszám | 1. futam | 1. futam | 2. futam | 2. futam | 3. futam | 3. futam | 4. futam | 4. futam | Összesítés | Összesítés |
| Versenyző                                                | Versenyszám | Idő      | Hely.    | Idő      | Hely.    | Idő      | Hely.    | Idő      | Hely.    | Idő        | Helyezés   |
| -------------------------------------------------------- | ----------- | -------- | -------- | -------- | -------- | -------- | -------- | -------- | -------- | ---------- | ---------- |
| Jānis Ķipurs Vlagyimir Kozlov                            | Kettes      | 57,43    | 4.       | 58,05    | 1.       | 59,52    | 2.       | 58,48    | 2.       | 3:53,48    |            |
| Zintis Ekmanis Aivars Trops                              | Kettes      | 57,95    | 10.      | 59,12    | 6.       | 1:00,72  | 14.      | 59,13    | 6.       | 3:56,92    | 9.         |
| Māris Poikāns Olafs Kļaviņš Ivars Bērzups Juris Jaudzems | Négyes      | 56,75    | 6.       | 57,66    | 7.       | 56,70    | 10.      | 57,24    | 2.       | 3:48,35    | 5.         |
| Jānis Ķipurs Guntis Osis Juris Tone Vlagyimir Kozlov     | Négyes      | 56,72    | 4.*      | 57,28    | 1.       | 56,41    | 4.**     | 57,85    | 7.       | 3:48,26    |            |

* - egy másik csapattal azonos eredményt ért el

** - két másik csapattal azonos eredményt ért el

## Északi összetett
| Versenyző                                     | Versenyszám | Síugrás | Síugrás | Síugrás    | Sífutás    | Sífutás    | Összesítés | Összesítés |
| Versenyző                                     | Versenyszám | Pont    | Hely.   | Időhátrány | Idő        | Hely.      | Idő        | Helyezés   |
| --------------------------------------------- | ----------- | ------- | ------- | ---------- | ---------- | ---------- | ---------- | ---------- |
| Andrej Dundukov                               | Egyéni      | 194,0   | 26.     | +3:50,0    | 38:31,1    | 5.         | 42:21,1    | 12.        |
| Allar Levandi                                 | Egyéni      | 216,6   | 4.      | +1:19,4    | 39:12,4    | 12.        | 40:31,8    |            |
| Szergej Nyikiforov                            | Egyéni      | 191,8   | 30.     | +4:04,7    | 38:38,3    | 7.         | 42:43,0    | 14.        |
| Vaszilij Szavin                               | Egyéni      | 203,7   | 17.     | +2:45,4    | 38:37,5    | 6.         | 41:22,9    | 10.        |
| Andrej Dundukov Vaszilij Szavin Allar Levandi | Csapat      | 282,5   | 11.     | +28:56,5   | nem indult | nem indult | kiesett    | kiesett    |

## Gyorskorcsolya
Férfi
| Versenyző          | Versenyszám | Eredmény | Helyezés |
| ------------------ | ----------- | -------- | -------- |
| Andrej Bahvalov    | 1000 m      | 1:14,39  | 11.      |
| Szergej Berezin    | 5000 m      | 6:58,08  | 23.      |
| Szergej Berezin    | 10 000 m    | 14:20,48 | 9.       |
| Andrej Bobrov      | 1500 m      | 1:58,97  | 35.      |
| Dmitrij Bocskarjov | 5000 m      | 6:56,57  | 17.      |
| Szergej Fokicsev   | 500 m       | 36,82    | 4.       |
| Nyikolaj Guljajev  | 500 m       | 1:02,86  | 36.      |
| Nyikolaj Guljajev  | 1000 m      | 1:13,03  |          |
| Nyikolaj Guljajev  | 1500 m      | 1:53,04  | 7.       |
| Alekszandr Klimov  | 1500 m      | 1:52,97  | 6.       |
| Jurij Kljujev      | 5000 m      | 7:00,01  | 26.      |
| Jurij Kljujev      | 10 000 m    | 14:09,68 | 6.       |
| Vitalij Makoveckij | 500 m       | 37,35    | 12.      |
| Alekszandr Mozin   | 10 000 m    | 14:28,91 | 18.      |
| Borisz Repnyin     | 1000 m      | 1:14,41  | 12.      |
| Ihar Zsaljazovszki | 500 m       | 36,94    | 6.       |
| Ihar Zsaljazovszki | 1000 m      | 1:13,19  |          |
| Ihar Zsaljazovszki | 1500 m      | 1:52,63  | 4.       |

Női
| Versenyző       | Versenyszám | Eredmény | Helyezés |
| --------------- | ----------- | -------- | -------- |
| Szvetlana Bojko | 3000 m      | 4:22,90  | 6.       |
| Szvetlana Bojko | 5000 m      | 7:28,39  | 4.       |
| Jelena Iljina   | 500 m       | 41,15    | 16.      |
| Jelena Iljina   | 1000 m      | 1:22,40  | 18.      |
| Jelena Lapuga   | 1500 m      | 2:04,24  | 5.       |
| Jelena Lapuga   | 3000 m      | 4:23,29  | 7.*      |
| Jelena Lapuga   | 5000 m      | 7:28,65  | 5.       |
| Natalja Sive    | 500 m       | 40,66    | 9.       |
| Natalja Sive    | 1000 m      | 1:22,99  | 20.      |
| Jelena Tumanova | 1500 m      | 2:07,71  | 15.      |
| Jelena Tumanova | 3000 m      | 4:24,07  | 9.       |
| Jelena Tumanova | 5000 m      | 7:40,82  | 15.      |

* - egy másik versenyzővel azonos eredményt ért el

## Jégkorong
| Szovjet férfi jégkorongcsapat-játékoskeret | Szovjet férfi jégkorongcsapat-játékoskeret | Szovjet férfi jégkorongcsapat-játékoskeret                                                                                                  |
| --- | --- | --- |
| - Jevgenyij Belosejkin - Vjacseszlav Bikov - Ilja Bjakin - Alekszandr Csernih - Vjacseszlav Fetyiszov - Alekszej Guszarov - Andrej Homutov - Szergej Jasin | - Valerij Kamenszkij - Alekszej Kaszatonov - Alekszandr Kozsevnyikov - Igor Kravcsuk - Vlagyimir Krutov - Igor Larionov - Andrej Lomakin - Szergej Makarov | - Szergej Milnyikov - Alekszandr Mogilnij - Vitalijs Samoilovs - Anatolij Szemjonov - Szergej Sztarikov - Igor Sztyelnov - Szergej Szvetlov |

### Eredmények
B csoport
| Csapat           | M | Gy | D | V | G+ | G– | Gk  | P  |
| ---------------- | - | -- | - | - | -- | -- | --- | -- |
| Szovjetunió      | 5 | 5  | 0 | 0 | 32 | 10 | +22 | 10 |
| NSZK             | 5 | 4  | 0 | 1 | 19 | 12 | +7  | 8  |
| Csehszlovákia    | 5 | 3  | 0 | 2 | 23 | 14 | +9  | 6  |
| Egyesült Államok | 5 | 2  | 0 | 3 | 27 | 27 | 0   | 4  |
| Ausztria         | 5 | 0  | 1 | 4 | 12 | 29 | –17 | 1  |
| Norvégia         | 5 | 0  | 1 | 4 | 11 | 32 | –21 | 1  |

| 1988. február 13. | Szovjetunió (URS) | 5 – 0 (0–0, 3–0, 2–0) | Norvégia | Calgary |

|  |  |  |  |  |
|  |  |  |  |  |
|  |  |  |  |  |
|  |  |  |  |  |

| 1988. február 15. | Szovjetunió (URS) | 8 – 1 (3–1, 5–0, 0–0) | Ausztria | Calgary |

|  |  |  |  |  |
|  |  |  |  |  |
|  |  |  |  |  |
|  |  |  |  |  |

| 1988. február 17. | Szovjetunió (URS) | 7 – 5 (2–0, 4–2, 1–3) | Egyesült Államok | Calgary |

|  |  |  |  |  |
|  |  |  |  |  |
|  |  |  |  |  |
|  |  |  |  |  |

| 1988. február 19. | Szovjetunió (URS) | 6 – 3 (2–1, 2–1, 2–1) | NSZK | Calgary |

|  |  |  |  |  |
|  |  |  |  |  |
|  |  |  |  |  |
|  |  |  |  |  |

| 1988. február 21. | Szovjetunió (URS) | 6 – 1 (2–0, 3–0, 1–1) | Csehszlovákia | Calgary |

|  |  |  |  |  |
|  |  |  |  |  |
|  |  |  |  |  |
|  |  |  |  |  |

Hatos döntő
| 1988. február 24. | Kanada (CAN) | 0 – 5 (0–0, 0–2, 0–3) | Szovjetunió | Calgary |

|  |  |  |  |  |
|  |  |  |  |  |
|  |  |  |  |  |
|  |  |  |  |  |

| 1988. február 26. | Szovjetunió (URS) | 7 – 1 (4–0, 1–0, 2–1) | Svédország | Calgary |

|  |  |  |  |  |
|  |  |  |  |  |
|  |  |  |  |  |
|  |  |  |  |  |

| 1988. február 28. | Szovjetunió (URS) | 1 – 2 (0–0, 0–1, 1–1) | Finnország | Calgary |

|  |  |  |  |  |
|  |  |  |  |  |
|  |  |  |  |  |
|  |  |  |  |  |

Végeredmény
A táblázat tartalmazza
- az A csoportban lejátszott
  - Kanada – Finnország 1–3-as,
  - Svédország – Finnország 3–3-as,
  - Kanada – Svédország 2–2-es, valamint
- a B csoportban lejátszott
  - Csehszlovákia – NSZK 1–2-es,
  - Szovjetunió – NSZK 6–3-as és a
  - Szovjetunió – Csehszlovákia 6–1-es mérkőzés eredményeit is.

| Csapat        | M | Gy | D | V | G+ | G– | Gk  | P |
| ------------- | - | -- | - | - | -- | -- | --- | - |
| Szovjetunió   | 5 | 4  | 0 | 1 | 25 | 7  | +18 | 8 |
| Finnország    | 5 | 3  | 1 | 1 | 18 | 10 | +8  | 7 |
| Svédország    | 5 | 2  | 2 | 1 | 15 | 16 | –1  | 6 |
| Kanada        | 5 | 2  | 1 | 2 | 17 | 14 | +3  | 5 |
| NSZK          | 5 | 1  | 0 | 4 | 8  | 24 | –16 | 2 |
| Csehszlovákia | 5 | 1  | 0 | 4 | 12 | 22 | –10 | 2 |

| Csapat      | Helyezés |
| ----------- | -------- |
| Szovjetunió |          |

## Műkorcsolya
| Versenyző                               | Versenyszám  | Kötelező elemek   | Kötelező elemek | Kötelező elemek | Rövid program     | Rövid program | Rövid program | Kűr               | Kűr   | Kűr         | Összesítés         | Összesítés |
| Versenyző                               | Versenyszám  | Több. hely. száma | Hely.           | Hely. pont.     | Több. hely. száma | Hely.         | Hely. pont.   | Több. hely. száma | Hely. | Hely. pont. | Helyezési pontszám | Helyezés   |
| --------------------------------------- | ------------ | ----------------- | --------------- | --------------- | ----------------- | ------------- | ------------- | ----------------- | ----- | ----------- | ------------------ | ---------- |
| Viktor Petrenko                         | Férfi egyéni | 5×5+              | 6.              | 3,6             | 9×3+              | 3.            | 1,2           | 7×3+              | 3.    | 3,0         | 7,8                |            |
| Alekszandr Fagyejev                     | Férfi egyéni | 9×1+              | 1.              | 0,6             | 6×8+              | 9.            | 3,6           | 9×4+              | 4.    | 4,0         | 8,2                | 4.         |
| Vlagyimir Kotyin                        | Férfi egyéni | 6×5+              | 5.              | 3,0             | 5×6+              | 6.            | 2,4           | 5×7+              | 8.    | 8,0         | 13,4               | 6.         |
| Kira Ivanova                            | Női egyéni   | 5×1+              | 1.              | 0,6             | 9×10+             | 10.           | 4,0           | 5×9+              | 9.    | 9,0         | 13,6               | 7.         |
| Anna Kondrasova                         | Női egyéni   | 6×8+              | 9.              | 5,4             | 6×7+              | 7.            | 2,8           | 5×7+              | 7.    | 7,0         | 15,2               | 8.         |
| Jekatyerina Gorgyejeva Szergej Grinykov | Páros        |                   |                 |                 | 9×1+              | 1.            | 0,4           | 9×1+              | 1.    | 1,0         | 1,4                |            |
| Jelena Valova Oleg Vasziljev            | Páros        |                   |                 |                 | 9×3+              | 2.            | 0,8           | 9×2+              | 2.    | 2,0         | 2,8                |            |
| Larisza Szeleznyova Oleg Makarov        | Páros        |                   |                 |                 | 7×6+              | 6.            | 2,4           | 6×4+              | 4.    | 4,0         | 6,4                | 4.         |

| Versenyző                             | Versenyszám | Kötelező elemek   | Kötelező elemek | Kötelező elemek | Rövid program     | Rövid program | Rövid program | Kűr               | Kűr   | Kűr         | Összesítés         | Összesítés |
| Versenyző                             | Versenyszám | Több. hely. száma | Hely.           | Hely. pont.     | Több. hely. száma | Hely.         | Hely. pont.   | Több. hely. száma | Hely. | Hely. pont. | Helyezési pontszám | Helyezés   |
| ------------------------------------- | ----------- | ----------------- | --------------- | --------------- | ----------------- | ------------- | ------------- | ----------------- | ----- | ----------- | ------------------ | ---------- |
| Natalja Besztyemjanova Andrej Bukin   | Jégtánc     | 9×1+              | 1.              | 0,4             | 9×1+              | 1.            | 0,6           | 9×1+              | 1.    | 1,0         | 2,0                |            |
| Marina Klimova Szergej Ponomarenko    | Jégtánc     | 8×2+              | 2.              | 0,8             | 8×2+              | 2.            | 1,2           | 8×2+              | 2.    | 2,0         | 4,0                |            |
| Natalja Annyenko Genrih Szretyenszkij | Jégtánc     | 9×4+              | 4.              | 1,6             | 8×4+              | 4.            | 2,4           | 8×4+              | 4.    | 4,0         | 8,0                | 4.         |

## Sífutás
Férfi
| Versenyző                                                                     | Versenyszám     | Eredmény  | Helyezés |
| ----------------------------------------------------------------------------- | --------------- | --------- | -------- |
| Olekszandr Batyuk                                                             | 15 km           | 43:08,7   | 15.      |
| Jurij Burlakov                                                                | 30 km           | 1:28:02,4 | 12.      |
| Jurij Burlakov                                                                | 50 km           | 2:12:02,2 | 26.      |
| Mihail Gyevjatyjarov                                                          | 15 km           | 41:18,9   |          |
| Mihail Gyevjatyjarov                                                          | 30 km           | 1:25:31,3 | 4.       |
| Mihail Gyevjatyjarov                                                          | 50 km           | 2:12:01,7 | 25.      |
| Alekszej Prokurorov                                                           | 15 km           | 43:36,9   | 18.      |
| Alekszej Prokurorov                                                           | 30 km           | 1:24:26,3 |          |
| Alekszej Prokurorov                                                           | 50 km           | 2:14:01,0 | 38.      |
| Vlagyimir Szahnov                                                             | 50 km           | 2:09:00,1 | 12.      |
| Vlagyimir Szmirnov                                                            | 15 km           | 41:48,5   |          |
| Vlagyimir Szmirnov                                                            | 30 km           | 1:24:35,1 |          |
| Vlagyimir Szmirnov Vlagyimir Szahnov Mihail Gyevjatyjarov Alekszej Prokurorov | 4 × 10 km váltó | 1:44:11,3 |          |

Női
| Versenyző                                                            | Versenyszám    | Eredmény | Helyezés |
| -------------------------------------------------------------------- | -------------- | -------- | -------- |
| Nyina Gavriljuk                                                      | 20 km          | kizárták | kizárták |
| Szvetlana Nagejkina                                                  | 5 km           | 15:29,9  | 8.       |
| Szvetlana Nagejkina                                                  | 10 km          | 30:26,5  | 4.       |
| Anfisza Rezcova                                                      | 20 km          | 56:12,8  |          |
| Raisza Szmetanyina                                                   | 5 km           | 15:35,9  | 10.      |
| Raisza Szmetanyina                                                   | 10 km          | 30:17,0  |          |
| Raisza Szmetanyina                                                   | 20 km          | 57:22,1  |          |
| Tamara Tyihonova                                                     | 5 km           | 15:05,3  |          |
| Tamara Tyihonova                                                     | 10 km          | 30:38,9  | 5.       |
| Tamara Tyihonova                                                     | 20 km          | 55:53,6  |          |
| Vida Vencienė                                                        | 5 km           | 15:11,1  |          |
| Vida Vencienė                                                        | 10 km          | 30:08,3  |          |
| Szvetlana Nagejkina Nyina Gavriljuk Tamara Tyihonova Anfisza Rezcova | 4 × 5 km váltó | 59:51,1  |          |

## Síugrás
| Versenyző      | Versenyszám | 1. ugrás | 1. ugrás | 2. ugrás | 2. ugrás | Összesítés | Összesítés |
| Versenyző      | Versenyszám | Pont     | Hely.    | Pont     | Hely.    | Pont       | Helyezés   |
| -------------- | ----------- | -------- | -------- | -------- | -------- | ---------- | ---------- |
| Eduard Szubocs | Normálsánc  | 83,7     | 44.      | 89,9     | 22.      | 173,6      | 38.        |
| Mihail Jeszin  | Normálsánc  | 92,1     | 29.      | 79,5     | 46.      | 171,6      | 39.        |

## Szánkó
| Versenyző                               | Versenyszám | 1. futam | 1. futam | 2. futam | 2. futam | 3. futam | 3. futam | 4. futam | 4. futam | Összesítés | Összesítés |
| Versenyző                               | Versenyszám | Idő      | Hely.    | Idő      | Hely.    | Idő      | Hely.    | Idő      | Hely.    | Idő        | Helyezés   |
| --------------------------------------- | ----------- | -------- | -------- | -------- | -------- | -------- | -------- | -------- | -------- | ---------- | ---------- |
| Szergej Danyilin                        | Férfi egyes | 46,564   | 5.       | 46,827   | 7.       | 46,648   | 5.       | 47,059   | 10.      | 3:07,098   | 6.         |
| Valerij Dugyin                          | Férfi egyes | 47,812   | 28.      | 46,982   | 13.      | 47,061   | 13.      | 47,025   | 9.       | 3:08,880   | 17.        |
| Jurij Harcsenko                         | Férfi egyes | 46,391   | 3.       | 46,605   | 3.       | 46,475   | 3.       | 46,803   | 4.       | 3:06,274   |            |
| Julija Antipova                         | Női egyes   | 46,449   | 7.       | 46,425   | 5.       | 46,610   | 5.       | 46,303   | 4.       | 3:05,787   | 5.         |
| Nagyezsda Danyilina                     | Női egyes   | 46,597   | 10.      | 46,447   | 6.       | 46,613   | 6.       | 46,707   | 11.      | 3:06,364   | 8.         |
| Irina Kuszakina                         | Női egyes   | 46,690   | 11.      | 47,071   | 12.      | 46,643   | 8.       | 46,639   | 9.       | 3:07,043   | 10.        |
| Vitalij Melnyik Dmitrij Alekszejev      | Kettes      | 46,060   | 6.       | 46,399   | 6.       |          |          |          |          | 1:32,459   | 6.         |
| Jevgenyij Belouszov Alekszandr Beljakov | Kettes      | 45,973   | 3.       | 46,580   | 8.       |          |          |          |          | 1:32,553   | 7.*        |

* - egy másik csapattal azonos időt értek el